# Synchlora ephippiaria
Synchlora ephippiaria är en fjärilsart som beskrevs av Heinrich Benno Möschler 1886. Synchlora ephippiaria ingår i släktet Synchlora och familjen mätare. Inga underarter finns listade i Catalogue of Life.